# Helvidi
Helvidi (en llatí Helvidius) era fill de Helvidi Prisc amb la seva primera dona. Tenia el rang consular però el seu nom no apareix als Fasti. Formava part de la gens Helvídia, una gens romana d'origen plebeu.
Va viure retirat i sense entrar en política, perquè havia vist com havia acabat el seu pare i els amics del seu pare sota Neró i els seus successors, i va ocultar el seu talent. Però havia escrit una introducció o exodium titulat Paris et Oenone que els informadors de Domicià van considerar que la infidelitat de Paris de Troia a la nimfa Enone al·ludia a l'emperador i al divorci d'una de les seves esposes. Helvidi va ser acusat i condemnat i fins i tot arrossegat a la presó pel senat adulador, on finalment va ser executat.
El seu amic Plini el jove el va venjar, després de la mort de Domicià, portant a judici al senador Publici Cert (Publicius Certus), que havia encapçalat als que el van condemnar. El relat de la destitució de Publici, que es va publicar posteriorment, el va explicar Plini en una carta a Ummidi Quadrat. Helvidi estava casat amb Antea, filla de Publi Anteu, executat per ordre de Neró l'any 57, amb la que va tenir un fill i dues filles que van morir a la infantesa.